# Christian Kubusch
Christian Kubusch (Gera, RDA, 26 de abril de 1988) es un deportista alemán que compitió en natación. Ganó una medalla de plata en el Campeonato Europeo de Natación de 2010, en la prueba de 800 m libre.

## Palmarés internacional
| Campeonato Europeo | Campeonato Europeo | Campeonato Europeo | Campeonato Europeo |
| Año                | Lugar              | Medalla            | Prueba             |
| ------------------ | ------------------ | ------------------ | ------------------ |
| 2010               | Budapest (Hungría) | Medalla de plata   | 800 m libre        |